# Balışeyh
Balışeyh ist eine Stadt und ein Landkreis der türkischen Provinz Kırıkkale.

## Stadt
Die Stadt liegt etwa 20 Kilometer Luftlinie östlich der Provinzhauptstadt Kırıkkale. Die Straßenentfernung über die Europastraße 88 (D-200) beträgt nur wenige Kilometer mehr (25). Der Name der Ortschaft geht auf Şeyh Edebali, einen Zeitgenossen von Ertuğrul Gazi, zurück. Die Kreisstadt beherbergt 35,7 % der Kreisbevölkerung und wird in vier Stadtviertel (Mahalles) mit durchschnittlich 552 Bewohnern unterteilt.

## Landkreis
Der Landkreis liegt im Zentrum der Provinz. Er grenzt im Westen an den zentralen Landkreis, im Norden an Sulakyurt, im Osten an Delice und im Süden an Keskin. Den Landkreis und die Stadt durchquert von Westen nach Osten die Europastraße 88, die von Ankara nach Sivas führt. Im Ort zweigt davon eine Landstraße nach Sulakyurt im Norden ab. Etwa parallel zur E-88 verläuft eine Eisenbahnstrecke der TCDD, die Kırıkkale mit Kayseri verbindet. Im Norden des Kreises liegt ein Teil des Gebirges Karagüney Dağları, im Süden ein Ausläufer des Dinek Dağı mit dem 1744 Meter hohen Kekik Tepesi.
Mit dem Gesetz Nr. 3644 wurde der Landkreis 1990 in der noch jungen Provinz Kırıkkale gebildet. Hierbei wurden der komplette Bucak Balışeyh (die namensgebende Belediye und 26 Dörfer) aus dem zentralen Landkreis sowie die Belediye Koçubaba (aus dem Merkez Bucak) zusammengefasst. Zur ersten Volkszählung nach der Kreisbildung (im Oktober 1990) konnte der neue Kreis Balışeyh 14.097 Einwohner verbuchen, davon 2.078 in der Kreisstadt. Wegen zu geringer Einwohnerzahl wurden im Jahre 2013 die Belediyes Koçubaba und Kulaksız zu Dörfern zurückgestuft, an Stelle des Başkan (Bürgermeisters) trat nun wieder ein Muhtar (Dorfvorsteher) das Amt des obersten Beamten an.
Ende 2020 besteht der Kreis neben der Kreisstadt aus 28 Dörfern (Köy) mit durchschnittlich 142 Bewohnern. Zehn Dörfer haben mehr Einwohner als der Durchschnitt, sechs haben weniger als 100 Einwohner. Das größte Dorf (Hıdırşıh) hat 277 Einwohner.

## Bevölkerung

### Ergebnisse der Bevölkerungsfortschreibung
Die nachfolgende Tabelle zeigt den vergleichenden Bevölkerungsstand am Jahresende für die Provinz Kırıkkale, den Landkreis und die Stadt Balışeyh sowie deren jeweiligen Anteil an der übergeordneten Verwaltungsebene. Die Zahlen basieren auf dem 2007 eingeführten adressbasierten Einwohnerregister (ADNKS). Die letzten beiden Datenzeilen entstammen Volkszählungsergebnissen.

| Jahr | Provinz | Landkreis | Landkreis | Stadt | Stadt |
| Jahr | abs.    | %         | abs.      | %     | abs.  |
| ---- | ------- | --------- | --------- | ----- | ----- |
| 2020 | 271.424 | 2,28      | 06.181    | 35,71 | 2.207 |
| 2019 | 275.618 | 2,35      | 06.478    | 33,07 | 2.142 |
| 2018 | 286.602 | 2,52      | 07.221    | 33,29 | 2.404 |
| 2017 | 278.749 | 1,99      | 05.546    | 35,43 | 1.965 |
| 2016 | 277.984 | 2,05      | 05.692    | 34,38 | 1.957 |
| 2015 | 270.271 | 2,14      | 05.782    | 34,61 | 2.001 |
| 2014 | 271.092 | 2,25      | 06.100    | 34,21 | 2.087 |
| 2013 | 274.658 | 2,42      | 06.633    | 33,77 | 2.240 |
| 2012 | 274.727 | 2,34      | 06.435    | 31,73 | 2.042 |
| 2011 | 274.992 | 2,48      | 06.826    | 30,93 | 2.111 |
| 2010 | 276.647 | 2,53      | 07.006    | 29,77 | 2.086 |
| 2009 | 280.834 | 2,77      | 07.770    | 28,25 | 2.195 |
| 2008 | 279.325 | 3,17      | 08.851    | 28,78 | 2.547 |
| 2007 | 280.234 | 2,93      | 08.221    | 30,17 | 2.480 |
| 2000 | 383.508 | 3,57      | 13.702    | 24,41 | 3.344 |
| 1997 | 357.544 | 2,96      | 10.594    | 21,54 | 2.282 |